# 기욤 비안키
기욤 비안키(이탈리아어: Guillaume Bianchi, 1997년 7월 30일~)는 이탈리아의 펜싱 선수로 주 종목은 플뢰레이다. 2024년 하계 올림픽 남자 플뢰레 단체전에서 은메달을 획득했고 세계 선수권 대회에서 금메달 1개를 획득했다.